# Villa La Roseraie
La villa La Roseraie est une villa construite à la fin du XIXe siècle située dans le quartier d'Endoume, dans le 7e arrondissement de Marseille, en France.
Les façades et toitures de la maison, la terrasse et la partie du jardin qui comporte encore des ouvrages de rocaille, le mur de clôture en faux rocher et la porte d'entrée sur la rue ont été inscrits au titre des monuments historiques par arrêté du 28 octobre 2015.